# 李兆華
李兆華，香港導演、電視劇集監製。
李兆華於1970年代中期加入麗的電視任助理編導，1978年升任為編導，拍攝了《變色龍》、《新變色龍》、《浮生六劫》、《大地恩情》、《四口之家》、《大俠霍元甲》等劇集，1981年再升為監製，短短四年間由助理編導升為監製。其首部監製之電視劇為《馬永貞》。1983年執導個人首部電影《瘋血》，1989年轉投無綫電視擔任監製，1992年在永盛音像企業公司任監製，1994年起在內地監製與導演電視劇集。

## 監製列表

### 電視劇（麗的電視/亞洲電視）
- 1981年：馬永貞
- 1982年：天梯
- 1982年：禿鷹
- 1982年：再生戀
- 1983年：鹹魚豆腐白菜仔
- 1983年：大家HAPPY
- 1983年：少女慈禧
- 1983年：新不了情
- 1984年：四大名捕
- 1984年：武則天
- 1985年：青春碰碰車
- 1986年：秦始皇
- 1986年：斷腸人在天涯
- 1987年：龍的小子
- 1987年：成吉思汗
- 1988年：灰太陽
- 1989年：安樂茶飯
- 1999年：海瑞鬥嚴嵩

### 電視電影（亞洲電視）
- 1988年：李清照
- 1988年：丈夫離家出走了
- 1988年：心靈兇手

### 電視劇（無綫電視）
- 1989年：千外有千
- 1990年：戀愛快拍
- 1990年：我本善良
- 1991年：夢裏伊人
- 1991年：不婚媽咪
- 1992年：極度空靈
- 1992年：大賭場
- 1993年：飛星尋龍

## 電影
- 1983年：瘋血
- 1991年：奪寶俏佳人